# Tavush, Tavush
Tavush là một đô thị thuộc tỉnh Tavush, Armenia. Dân số ước tính năm 2011 là 1673 người.